# 長征2号
長征2号（中国語: 长征二号、英語: Long March 2, Chang Zheng 2、略: CZ-2, LM-2）は、中華人民共和国の衛星打ち上げロケット。5つのバージョンがあり、2022年末現在までに計178機が打ち上げられている、同国の主力ロケットの一つである。

## 長征2号A
長征2号A（长征二号甲）の設計と開発の大部分は中国運載火箭技術研究院の下行われた。長征2号Aは長征2号シリーズのベースモデルで、開発はDF-5を元に1970年から始まった。1974年11月5日、酒泉衛星発射センターより初めて打ち上げられるが、失敗。 改良の後、1975年に打ち上げに初成功した。

## 長征2号C
長征2号C（长征二号丙）は、1982年9月9日に初めて打ち上げられた。推進剤は四酸化二窒素と非対称ジメチルヒドラジンからなる。DF-5を元に開発された。
現在はいくつかのバージョンが存在し、2C/SD（2C/SMA）は12機のイリジウム衛星の打ち上げに使用され、2C/SMはSDをさらに改良したものである。

## 長征2号D
長征2号D（长征二号丁）は、1992年8月9日に初めて打ち上げられた。推進剤は四酸化二窒素と非対称ジメチルヒドラジンである。主に地球観測衛星のFSW-2およびFSW-3や遥感の打ち上げに使用されている。また、トルコの通信衛星TurkSat-3USatおよび偵察衛星・地球観測衛星ギョクテュルク-2の打ち上げも行った。
他の長征2号シリーズとは異なり、長征2号Dは長征4号シリーズの2段式モデルになっている。

## 長征2号E
長征2号Eは商用通信衛星打ち上げ市場への参入のため上海宇宙局によって開発された。1990年7月16日に初打ち上げが行われ、1995年12月28日に打ち上げられた7号機をもって退役した。7回の打ち上げのうち、4回は成功し、2回は部分的失敗、1回は失敗であった。

## 長征2号F
長征2号Fの開発は1992年に開始され、1999年の11月に初打ち上げ（神舟1号）。このバージョンは主に有人宇宙飛行に使用され、長征2号シリーズの中で最も安全性が高い。